# Processos contra o Pirate Bay
Os processos contra o Pirate Bay envolveram uma série de ações penais e civis que ocorreram na Suécia, em relação a violação de direitos autorais com o uso do website de rastreamento torrent The Pirate Bay.
As acusações criminais foram apoiadas por um consórcio de detentores de direitos de propriedade intelectual liderados pela Federação Internacional da Indústria Fonográfica (IFPI), que entrou com pedidos de indenização civil individual contra os donos do The Pirate Bay.
O Ministério Público sueco apresentou acusações em 31 de Janeiro 2008 contra Fredrik Neij, Gottfrid Svartholm e Peter Sunde, que dirigiam o site; e Carl Lundström, um homem de negócios sueco que através de suas empresas vendia serviços ao site. O promotor afirmou que os quatro trabalharam em conjunto para administrar e desenvolver o site e, assim, facilitando quebra de direitos de outras pessoas. Cerca de 34 casos de violações de direitos autorais foram originalmente colocados, dos quais 21 foram relacionados a arquivos de música, 9 para filmes, e 4 para jogos. Um caso envolvendo arquivos de música foi posteriormente abandonado pelo titular dos direitos de autor que fez o arquivo novamente disponível no site da The Pirate Bay. Além disso, os pedidos de indenização de 117 milhões de coroas suecas (US $ 13 milhões) foram arquivados. O caso foi decidido em conjunto por um juiz profissional e três indicados a juízes leigos.
Os fundadores do Pirate Bay foram julgados por uma corte sueca que os considerou culpados por promover violação dos direitos autorais por manter o site, sentenciando-os a um ano de prisão, mais uma multa no valor de US$ 3,6 milhões.
O julgamento começou em 16 de Fevereiro de 2009, no Tribunal Distrital de Estocolmo, Suécia. As audiências terminaram em 3 de Março de 2009, onde o veredicto foi anunciado às 11:00 na sexta-feira 17 de abril de 2009: Peter Sunde, Fredrik Neij, Gottfrid Svartholm e Carl Lundström foram todos considerados culpados e condenados a um ano de prisão e a pagar uma multa de 30 milhões de coroas suecas (cerca de 2,7 milhões de euros ou 3,5 milhões de dólares).
Todos os réus recorreram da sentença e, em novembro de 2010, o tribunal de recurso encurtou as penas de prisão, mas aumentou a indenização cível.
Em 1 de Fevereiro de 2012, o Supremo Tribunal da Suécia recusou-se a ouvir uma apelação do caso, o que levou o site a mudar seu nome de domínio oficial de thepiratebay.org para thepiratebay.se.